# Madagaskar-Aufstand

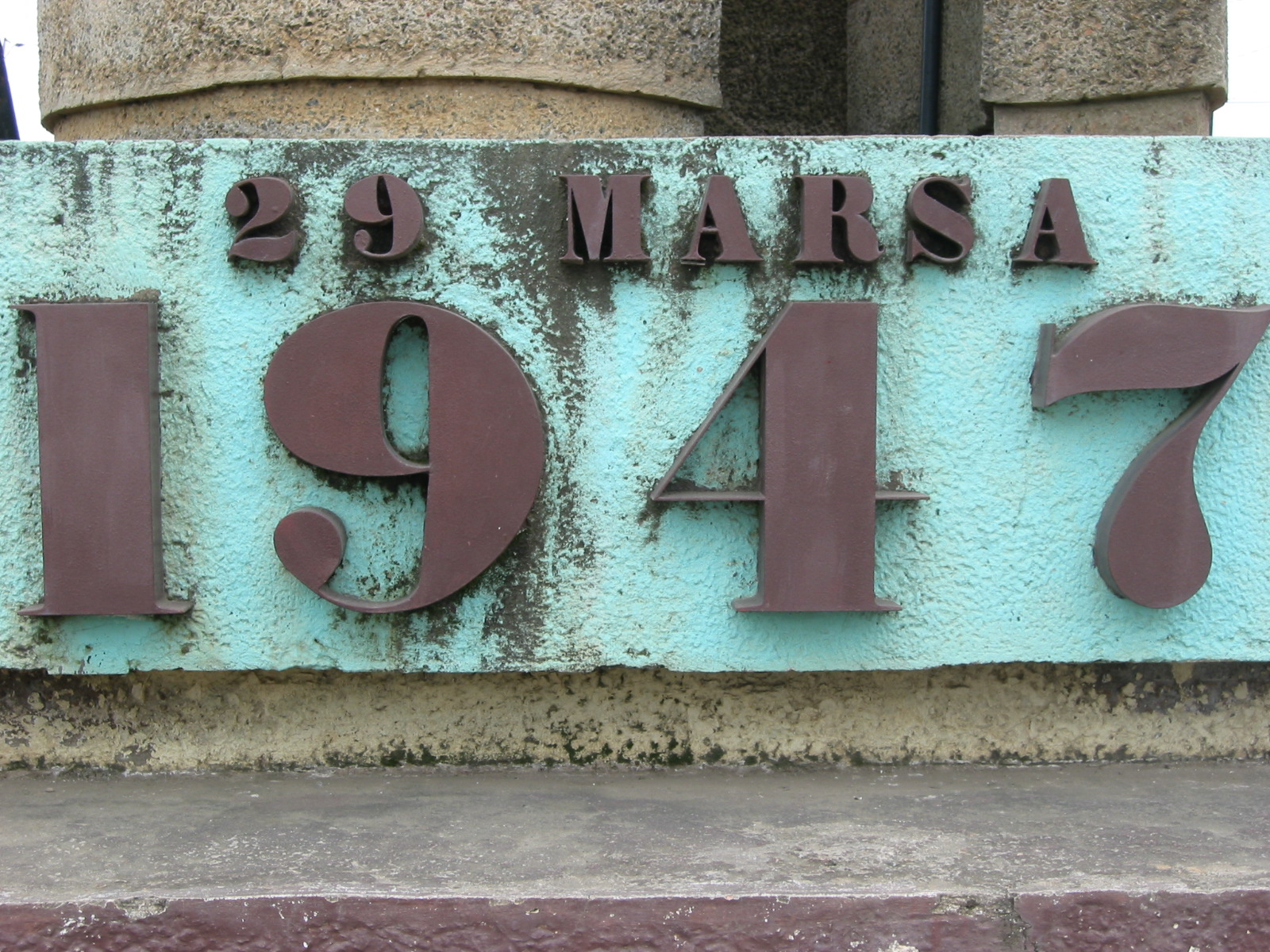
Nationaldenkmal für den Madagaskar-Aufstand in Moramanga.

Der Madagaskar-Aufstand (französisch Insurrection malgache) war ein Aufstand gegen die französische Kolonialherrschaft in Madagaskar, der von März 1947 bis Dezember 1948 dauerte.
Ab Ende 1945 versuchten Madagaskars erste Abgeordnete in der französischen Nationalversammlung, Joseph Raseta, Joseph Ravoahangy und Jacques Rabemananjara, die Unabhängigkeit Madagaskars auf gesetzlichem Weg zu erreichen. In Folge des Scheiterns dieser Bemühungen und wegen der harten Reaktionen der Regierung Paul Ramadiers radikalisierten sich Teile der madagassischen Bevölkerung. Am Abend des 29. März 1947 starteten madagassische Nationalisten koordinierte Angriffe auf französische Militärstützpunkte und Plantagen im Osten der Insel. Die Kämpfe breiteten sich rasant nach Süden und in das zentrale Hochland aus und erreichten im folgenden Monat die Hauptstadt Antananarivo. Die Anzahl madagassischer Kämpfer wird auf über eine Million geschätzt.
Im Mai 1947 begannen die Franzosen die Angriffe der Nationalisten abzuwehren. Die Zahl französischer Truppen auf der Insel wurde binnen kurzer Zeit auf 18.000 verdreifacht und bis 1948 auf 30.000 erhöht. Die französischen Streitkräfte begingen unter anderem Massenhinrichtungen, Folter, Vergewaltigungen und Dorfverbrennungen. Schätzungen der madagassischen Opferzahlen schwanken zwischen 11.000 und über 100.000. Die Nationalisten töteten etwa 550 Franzosen sowie ungefähr 1900 Unterstützer der pro-französischen Partei PADESM. Bis August 1948 war die Mehrheit der nationalistischen Anführer getötet oder inhaftiert. Der Aufstand wurde im Dezember 1948 endgültig beendet.
Die gewaltsame Unterdrückung des Aufstandes hinterließ tiefe Narben in der madagassischen Gesellschaft. Die drei Abgeordneten Madagaskars in Frankreich wurden inhaftiert und gefoltert und blieben bis zu ihrer Amnestie 1958 in Haft. Frankreich stellte die meisten Dokumente mit Bezug zum Aufstand unter Verschluss. Die französische Regierung schwieg zu dem Thema bis Präsident Jacques Chirac die Unterdrückung des Aufstandes 2005 bei einem Staatsbesuch verurteilte. Die Zeit der Rebellion wurde von mehreren madagassischen Regisseuren verfilmt. 1967 erklärte die Regierung Madagaskars den 29. März zum Feiertag. 2012 wurde ein dem Aufstand gewidmetes Museum in Moramanga eröffnet.

## Hintergrund

Madagaskar (rot) im heutigen Afrika

Ende des 19. Jahrhunderts war Madagaskar weitgehend unter Kontrolle des Merina-Königreichs mit dem Königspalast in der Hauptstadt Antananarivo. Das seit dem frühen 16. Jahrhundert existierende Königreich weitete seinen Einfluss in den 1820er-Jahren unter Radama I., den die britische Regierung offiziell als Souverän über die gesamte Insel anerkannte, über das traditionelle Herrschaftsgebiet hinaus aus. Nach mehreren erfolglosen Versuchen, die Herrschaft über die Insel zu erlangen, nahm Frankreich im September 1894 mit militärischer Gewalt den Königspalast ein, verbannte Premierminister Rainilaiarivony und kolonialisierte die Insel offiziell im Februar 1895. Königin Ranavalona III. blieb bis zum Ausbruch des Menalamba-Aufstandes als Repräsentationsfigur im Amt. Der Aufstand, für den Frankreich die Königin verantwortlich machte, wurde gewaltsam niedergeschlagen und Ranavalona 1897 exiliert.
Der Menalamba-Aufstand war nur die erste Manifestation des anhaltenden Widerstandes gegen die französische Herrschaft, der gelegentlich zu gewaltsamen Konflikten zwischen Madagassen und Kolonialisten führte. In den 1910er-Jahren bildeten sich in Madagaskar nationalistische Geheimbünde. Die Einberufung madagassischer Soldaten, die im Ersten Weltkrieg für Frankreich kämpfen sollten, verstärkte den Unmut über die Fremdherrschaft und in der Zwischenkriegszeit breiteten sich die nationalistischen Organisationen aus. Der Westfeldzug der deutschen Wehrmacht im Zweiten Weltkrieg und die Besetzung Frankreichs 1940, das Auferlegen des Vichy-Regimes und die darauffolgende Besetzung Madagaskars durch Großbritannien 1942 trübten das Bild der Kolonialregierung weiter ein. Die Wut wurde insbesondere durch die Zwangsarbeit und die unfreiwillige, unbezahlte Einberufung in die Armee erregt. Die madagassischen Hoffnungen auf stärkere Souveränität gerieten in Aufruhr, als Charles de Gaulle 1944 bei der Konferenz von Brazzaville Reformen für den französisch beherrschten Teil Afrikas ankündigte, unter anderem, dass die Kolonien zu französischen Überseegebieten werden und ihre Bewohner Bürgerrechte erhalten sollten. Die Reformen wurden jedoch nur teilweise umgesetzt und Zwangsarbeit und andere Rechtsverletzungen in Madagaskar unvermindert fortgesetzt. 1941 wurde der nationalistische Geheimbund Panama (Patriotes nationalistes malgaches) gegründet, 1943 der nach einer lokalen Vogelart benannte Jiny. Die beiden Organisationen, die die Unabhängigkeit Madagaskars notfalls mit Gewalt erreichen wollten, erhielten in den folgenden Jahren einen starken Mitgliederzuwachs.
Nach dem Ende des Zweiten Weltkrieges versuchten mehrere nationalistische Organisationen die Unabhängigkeit auf gesetzlichem Weg zu erreichen. Bei der Verfassunggebenden Versammlung im November 1945 in Paris, bei der die Verfassung der Vierten Französischen Republik erarbeitet wurde, wurde Madagaskar von den beiden Ärzten Joseph Raseta und Joseph Ravoahangy vertreten. Gemeinsam mit Jacques Rabemananjara gründeten sie Anfang 1946 die Partei Mouvement démocratique de la rénovation malgache (MDRM), deren Hauptziel die Souveränität Madagaskars war. Alle drei gehörten den Hova an und waren Nachkommen politisch einflussreicher Persönlichkeiten des Merina-Königreichs. Die Bewegung war pazifistisch ausgerichtet und begrüßte die französische Vision der Insel als Teil der globalen frankophonen ökonomischen und kulturellen Gemeinschaft. Die Partei erhielt über geographische und ethnische Grenzen hinweg starke Zustimmung. Im November 1946 wurden die drei Gründer als Repräsentanten Madagaskars in die französische Nationalversammlung gewählt. Dort reichten sie einen Gesetzentwurf zur Befreiung Madagaskars von der französischen Herrschaft ein, der jedoch von den französischen Abgeordneten abgewiesen wurde.
Die madagassischen Abgeordneten zogen die Missbilligung des sozialistischen Premierministers Paul Ramadier und des Kolonialministers Marius Moutet auf sich. Die Franzosen, die Madagaskar nach dem Ende des Zweiten Weltkrieges vom Vereinigten Königreich übergeben bekommen hatten, befürchteten, dass Großbritannien oder Südafrika versuchen könnten, die Insel der Kontrolle Frankreichs zu entreißen. Das Bestreben des MDRM nach Unabhängigkeit wurde daher als Schlag gegen das Ansehen und die Autorität Frankreichs wahrgenommen und schürte die Furcht vor einem gewaltsamen Konflikt, wie dem kurz zuvor begonnenen Indochinakrieg in Französisch-Indochina. Moutet reagierte scharf und kündigte einen „Krieg gegen die madagassische Autonomiebewegung“ an. Die Weigerung der französischen Regierung, einen demokratischen Prozess der Unabhängigkeit Madagaskars zu unterstützen, zog Kritik der Vereinigten Staaten nach sich, die die französische Reaktion verurteilte und ihre Führung kritisierte. Die Reaktion Frankreichs führte auch dazu, dass sich zahlreiche militante nationalistische Gruppen in Madagaskar radikalisierten. Als sie die Verschlechterung der Stimmung verzeichneten, veröffentlichen die Abgeordneten Raseta, Ravoahangy und Rabemananjara am 27. März 1947 eine gemeinsame Erklärung, in der sie die Öffentlichkeit aufforderten, Ruhe zu bewahren, angesichts des Taktierens und der Provokationen, die dazu bestimmt seien, Probleme innerhalb der madagassischen Bevölkerung zu schüren und die friedliche Politik des MDRM zu sabotieren.

## Unabhängigkeitsbewegung

### Nationalistischer Aufstand
Der Madagaskar-Aufstand begann am Abend des 29. März 1947, dem Vorabend von Palmsonntag. Der Zeitpunkt hatte zusätzliche Bedeutung als das Datum des traditionellen Neujahrsfest Fandroana, das im Merina-Königreich mit einer Zeit von Anarchie, gefolgt von der Wiederherstellung der Macht der Merina, gefeiert wurde. Madagassische Nationalisten, darunter die Mitglieder der Geheimbünde Vy Vato Sakelika (VVS) und Jiny, führten aufeinander abgestimmte Überraschungsangriffe im Osten der Insel auf einen Polizei-Stützpunkt in der Nähe der Eisenbahnlinie bei Moramanga, in der Küstenstadt Manakara und mehreren Orten entlang des unteren Faraony durch, wo sich wichtige französische Plantagen befanden. Die meisten Historiker teilen die Auffassung, dass die militanten Nationalisten den Konflikt auf Grundlage falscher Informationen eskalierten, die verbreitet worden waren, um den Einfluss der Nationalisten zu verringern. Mitglieder von VVS und Jiny, die an den anfänglichen Angriffen beteiligt waren, gaben an, dass ihre Organisationen gezwungen waren anzugreifen, nachdem das Signal aktiv zu werden von einer Gruppe übertragen wurde, bei der später geheime Verbindungen zu der nationalen Polizei entdeckt wurden. Forscher haben Berichte von Nationalisten dokumentiert, deren Organisationen dem Konflikt auf Befehle von der Polizei, von britischen Staatsangehörigen und von französischen Siedlern beigetreten waren. Trotz der Rolle der militanten Organisationen bei der Führung des Aufstandes machten die Kolonialherrscher das MDRM dafür verantwortlich und reagierten gezielt gegenüber den Parteimitgliedern und ihren Unterstützern.
Unmittelbar auf die Attacken im Osten folgten ähnliche Aktionen im Süden Madagaskars, bevor sie sich rasch im ganzen Land ausbreiteten. Anfang April, als die Gewalt erstmals Antananarivo erreichte, waren geschätzt 2000 nationalistische Kämpfer beteiligt. Angriffe auf französische Militärbasen vervielfachten sich im Verlauf des Monats im gesamten zentralen Hochland, nach Süden bis Fianarantsoa und nach Norden bis zum Lac Alaotra. Die Bewegung erhielt im Süden besonders starke Unterstützung, wo die Revolte nicht weniger als eine Million Bauern anzog, um für die nationalistischen Ziele zu kämpfen.
Im östlichen Regenwald wurden zwei Guerillazonen errichtet, von denen aus die Kämpfer ihre Kontrolle ausweiteten. Die Nationalisten gruppierten sich unter verschiedenen etablierten oder neuen Strukturen, darunter mehrere Milizen mit eigener Führungsstruktur, inklusive Generälen und Kriegsministern. Milizen wurden teilweise von traditionellen Führern (mpanjaka) lokaler Gemeinschaften geführt. Viele Rebellen waren demobilisierte Soldaten (tirailleurs malgaches), die vom Zweiten Weltkrieg zurückgekehrt waren und über die geringe Anerkennung und Unterstützung der französischen Kolonialregierung frustriert waren. Zahlreiche andere Kämpfer waren Eisenbahner, die sich im dichten östlichen Regenwald versteckten und Guerillataktiken nutzten, um französische Interessen entlang der Bahnlinie zwischen Antananarivo und der östlichen Stadt Toamasina anzugreifen. Auf dem Höhepunkt der Bewegung gewannen die Aufständischen die Kontrolle über ein Drittel der Insel.
Der Ausbruch des Konflikts lieferte den Vorwand für Gewalt zwischen den Merina im Hochland und den Angehörigen anderer ethnischer Gruppen an der Küste Madagaskars, die mit der vorkolonialen Geschichte und Politik verbunden waren. Die Merina-Eliten (Hova) hatten das MDRM nicht nur gegründet, um die Herrschaft Frankreichs zu beenden, sondern auch um ihre politische Dominanz nach der Unabhängigkeit zurückzugewinnen. Als Reaktion auf die Gründung des MDRM wurde 1946 die Parti des déshérités de Madagascar (PADESM) gegründet. Sie zog Mitglieder von Küstengemeinden, die vom Merina-Königreich unterworfen worden waren, ebenso an, wie Nachkommen ehemaliger Merina-Sklaven. Die PADESM, die zunächst eine nicht-nationalistische Partei war, befürwortete schließlich einen allmählichen Prozess zur Unabhängigkeit, der enge Beziehungen zu Frankreich wahren und die Wiederherstellung der Merina-Hegemonie verhindern sollte. Die französischen Behörden unterstützten stillschweigend die PADESM, die das MDRM beschuldigte, den Aufstand gestartet zu haben, um die Herrschaft der Merina wiederherzustellen. Indem sie sich hinter PADESM stellten, versuchten sich die sozialistisch-dominierten französischen Politiker als Verfechter der von den Merina unterdrückten Massen darzustellen.

### Französische Reaktion
Die französischen Sicherheitskräfte waren zunächst überrascht und nicht in der Lage, effektive Reaktionen durchzuführen, um den Aufstand einzudämmen. Im Mai 1947 begann das französische Militär den nationalistischen Attacken entgegenzuwirken. Fünf Bataillone aus Nordafrika kamen Ende Juli 1947 in Madagaskar an und ermöglichten es den Franzosen, die Initiative zu ergreifen. Dennoch blieb die Stärke der französischen Armee bescheiden. Die Zahl der Soldaten stieg von 18.000 im April 1947 auf etwa 30.000 im Jahr 1948. Die französischen Truppen umfassten nun Fallschirmjäger, Soldaten der Fremdenlegion und Tirailleure (Kolonialinfanterie), die aus den französischen Territorien von den Komoren und aus dem Senegal nach Madagaskar gebracht wurden.
Die französische Strategie folgte der Ölfleckmethode von Joseph Gallieni, dem ersten Gouverneur Madagaskars, die Guerillakämpfer zu entwurzeln und zu demoralisieren. Zusätzlich setzten die französischen Sicherheitskräfte eine Strategie des Terrors und der psychologischen Kriegsführung ein, die Folter, Kollektivstrafen, das Niederbrennen von Dörfern, Massenverhaftungen, Hinrichtungen und Vergewaltigungen umfasste. Viele dieser Praktiken wurden später vom französischen Militär auch während des Algerienkrieges angewendet. Die Heftigkeit und Grausamkeit der französischen Reaktion war bis dahin beispiellos in der französischen Kolonialgeschichte. Am 6. Mai 1947 töteten in Moramanga mit Maschinenpistolen bewaffnete Soldaten zwischen 124 und 160 zumeist unbewaffnete MDRM-Aktivisten, die in einem Waggon festgehalten worden waren. In Mananjary wurden hunderte Madagassen getötet, darunter 18 Frauen und eine Gruppe von Gefangenen, die lebendig aus einem Flugzeug geworfen wurden (Todesflug). Weitere Massaker an 35 bis 50 Personen ereigneten sich in Farafangana, Manakara und Mahanoro.
Die madagassischen Nationalisten waren hauptsächlich mit Speeren bewaffnet und hatten nur geringen Schutz vor den Feuerwaffen des französischen Militärs. Sie hatten angenommen, dass die Vereinigten Staaten zu ihren Gunsten intervenieren würden, jedoch wurde keine solche Aktion von Washington gestartet. Zudem schloss sich die Mehrheit der Bevölkerung dem Aufstand nicht an. Zwischen Juli und September 1948 waren die meisten Anführer des Aufstandes gefangen genommen oder getötet worden. Die letzte Rebellenhochburg, genannt Tsiazombazaha (die den Europäern unzugängliche), fiel im November 1948. Die meisten der verbliebenen besiegten nationalistischen Kämpfer verschwanden im Dezember 1948 in den östlichen Regenwald.

### Opferzahlen
Die erste offizielle Schätzung der französischen Regierung über die Zahl der im Konflikt getöteten Madagassen betrug 89.000. Im Jahr 1949 fügte der Hohe Kommissar Madagaskars dieser Zahl die geschätzte Zahl der in den Regenwald Geflüchteten hinzu, bei denen man annahm, dass sie tot waren, und kam auf über 100.000 Tote. Viele Madagassen glauben, dass die Zahl der tatsächlich getöteten Personen damit unterschätzt wird. Die Bevölkerung Madagaskars zum Zeitpunkt des Aufstandes betrug etwa vier Millionen und diese geschätzten Verluste stellen etwa zwei Prozent der Bevölkerung dar. 1950 änderte die Kolonialregierung die Opferzahl auf 11.342 „bekannte Tote“. Offiziellen französischen Angaben zufolge wurden 4.928 davon bei den Randalen getötet, wohingegen die anderen verhungert oder an Erschöpfung gestorben seien, nachdem sie vor den Kämpfen geflüchtet waren.
Historiker sind sich weiterhin uneinig über die Zahl der Opfer während des Madagaskar-Aufstandes. Die ursprüngliche Zahl von 89.000 Opfern wird oft zitiert. Der Historiker Jean Fremigacci bestritt diese Schätzung und merkte an, dass Verluste dieser Größenordnung sich normalerweise in der Demografie-Kurve niederschlagen müssten. Jedoch hatte in Madagaskar das Bevölkerungswachstum wieder begonnen und sich von 1946 bis 1949 sogar beschleunigt. Fremigacci schätzte die Zahl madagassischer Opfer auf 30.000 bis 40.000, wovon 30.000 gewaltsam getötet worden seien und der Rest an Krankheiten und Hunger im Konfliktgebiet gestorben sei. Fremigaccis Interpretation wurde vom Demographen Alfred Sauvy bestritten, der nahelegte, dass der Rückgang des Bevölkerungswachstums, der normalerweise bei diesen Opferzahlen zu beobachten sei, durch die Verbesserung der Überlebensraten bei Malaria überdeckt worden sei, die sich durch eine im selben Zeitraum durchgeführte koloniale Anti-Malaria-Kampagne ergaben. Fremigacci zufolge gab es 1947 in Madagaskar Kriegsverbrechen, jedoch ohne die Absicht des Ausrottens.
Geschätzt 550 französische Staatsangehörige starben während des Konflikts, darunter 350 Soldaten. Darüber hinaus wurden schätzungsweise 1900 madagassische PADESM-Anhänger von ihren Landsleuten getötet.

## Nachwirkungen
Obwohl die MDRM-Führung immer wieder ihre Unschuld beteuerte, wurde die Partei von den französischen Kolonialherren verboten. Die französische Regierung stellte die den Aufstand betreffenden Dokumente des Militärs, des Außenministeriums und des Kolonialministeriums unter Verschluss.
Die französischen Medien berichteten seinerzeit wenig über den Aufstand. Auch die linksgerichtete Les Temps Modernes, die später nach der französischen Offensive in Indochina als führendes antikoloniales Medium betrachtet werden sollte, berichtete relativ wenig. Andere private Publikationen dienten frankophonen Intellektuellen als Forum, um die Reaktion der französischen Regierung auf den Aufstand zu verurteilen. Die meisten Kommentare erschienen in der katholischen Monatszeitschrift L’Esprit, aber auch in anderen linksgerichteten Zeitschriften wie L’Humanité, Combat, Franc-tireur und Témoignage Chrétien. Albert Camus verfasste einen am 10. Mai 1947 in Combat veröffentlichten Beitrag, in dem er die französische Kolonialregierung stark verurteilte. Außerhalb Frankreichs wurde sehr wenig über den Aufstand und dessen Unterdrückung berichtet.
In den auf die Unabhängigkeit folgenden Jahrzehnten schwiegen die französische Regierung und die Medien weitgehend zu dem Thema. 1997 kritisierte ein madagassischer Beamter, dass nie ein französischer Diplomat bei den jährlichen Gedenkveranstaltungen anwesend gewesen sei. Die erste offizielle Verurteilung der Unterdrückung des Aufstandes wurde am 21. Juli 2005 ausgedrückt, als Präsident Jacques Chirac den madagassischen Präsidenten Marc Ravalomanana traf und die Unterdrückung des Madagaskar-Aufstandes als „inakzeptabel“ bezeichnete. Zum 65. Jahrestag des Aufstandes 2012 forderte der madagassische Premierminister Omer Beriziky die französische Regierung auf, die Archivdokumente zum Aufstand freizugeben, die Anfrage wurde jedoch abgelehnt.

### Gerichtsverfahren und Hinrichtungen
Von Juli bis Oktober 1948 führten die Franzosen in Antananarivo einen großen öffentlichen Prozess durch, in dem 77 Funktionäre des MDRM geladen waren. Die französischen Behörden warfen dem MDRM vor, dass der unmittelbar vor dem Ausbruch der Gewalt veröffentlichte Aufruf, Ruhe zu bewahren, ein Ablenkungsmanöver gewesen sei, um seine Beteiligung an der Organisation der Rebellion zu verschleiern. Die Franzosen behaupteten, dass der Aufstand durch ein verschlüsseltes Telegramm des MDRM gestartet wurde. Die Abgeordneten Ravoahangy und Rabemananjara wurden am 12. April 1947 unter Missachtung ihres Rechts auf diplomatische Immunität inhaftiert, Raseta (der zum Zeitpunkt des Aufstandes in Paris war) zwei Monate später. Am 1. August 1947 beschloss die französische Nationalversammlung nach einer Debatte über den Aufstand die Aufhebung der Immunität der drei Abgeordneten, die im Gefängnis gefoltert wurden.
Das Gerichtsverfahren, das vom 22. Juli bis 4. Oktober 1948 geführt wurde, war von zahlreichen Unregelmäßigkeiten gekennzeichnet. Der Hauptzeuge für die Anklage wurde drei Tage vor Prozessbeginn erschossen und ein Großteil der Aussagen gegen die Angeklagten wurden durch Folter erreicht. Alle drei wurden schuldig gesprochen, eine Verschwörung gegen den Staat gebildet und die nationale Sicherheit gefährdet zu haben. Ravoahangy, Raseta und vier weitere Nationalisten wurden zum Tode verurteilt, während Rabemananjara zu lebenslanger Haft verurteilt wurde. Im Juli 1949 wurden die verhängten Todesstrafen in lebenslange Haft umgewandelt. Die drei ehemaligen Abgeordneten blieben bis zu ihrer Amnestie 1958 im Gefängnis. Nur wenige Personen, mit der bemerkenswerten Ausnahme von Monja Jaona, dem Gründer von Jiny, beanspruchten die Verantwortung für eine Führungsrolle im Aufstand.
Neben dem Prozess der Parlamentarier wurden 5756 Madagassen verurteilt (865 von Militärgerichten und 4891 von Zivilgerichten). Die Militärgerichte verhängten 44 Todesstrafen, von denen acht ausgeführt wurden, während 16 der 129 von Zivilgerichten ausgesprochenen Todesurteile vollstreckt wurden. Durch Amnestien und Straferlasse wurden die meisten Inhaftierten 1957 freigelassen.

### Nationales Trauma
Der Aufstand und seine Unterdrückung verursachten ein Trauma in der madagassischen Bevölkerung. Viele Madagassen hatten gegeneinander gekämpft und anschließend Schwierigkeiten, sich zu versöhnen. Dies wurde auch dadurch verkompliziert, dass diejenigen Politiker, die 1960 Madagaskars Unabhängigkeit erklärten, zuvor Hauptakteure der Partei PADESM waren, die nach der Niederschlagung des Aufstandes von den Kolonialbehörden begünstigt worden war.
Dem Historiker Philippe Leymarie zufolge führte die Niederschlagung des Aufstandes zur fast vollständigen Vernichtung der führenden Klasse in Madagaskar, mit Konsequenzen bis in die Jahrzehnte nach der Unabhängigkeit hinein. Viele der Führungspersonen des Aufstandes haben die politische und soziale Landschaft Madagaskars nach der Unabhängigkeit geprägt. Monja Jaona, der für neun Jahre inhaftiert worden war, gründete kurz nach seiner Freilassung 1958 die Partei Mouvement national pour l’indépendance de Madagascar (MONIMA). Die Partei hatte eine Schlüsselrolle bei den Rotaka-Protesten gegen Präsident Philibert Tsiranana, die zur Ablösung seiner neokolonialen Regierung führten. Nachdem er zunächst Tsiranas Nachfolger Didier Ratsiraka unterstützt hatte, führte Jaona 1992 Demonstrationen gegen Ratsiraka und zugunsten des Föderalismus. Sein Sohn Monja Roindefo ist ebenfalls Mitglied von MONIMA und war Premierminister unter Andry Rajoelina.

## Gedenken

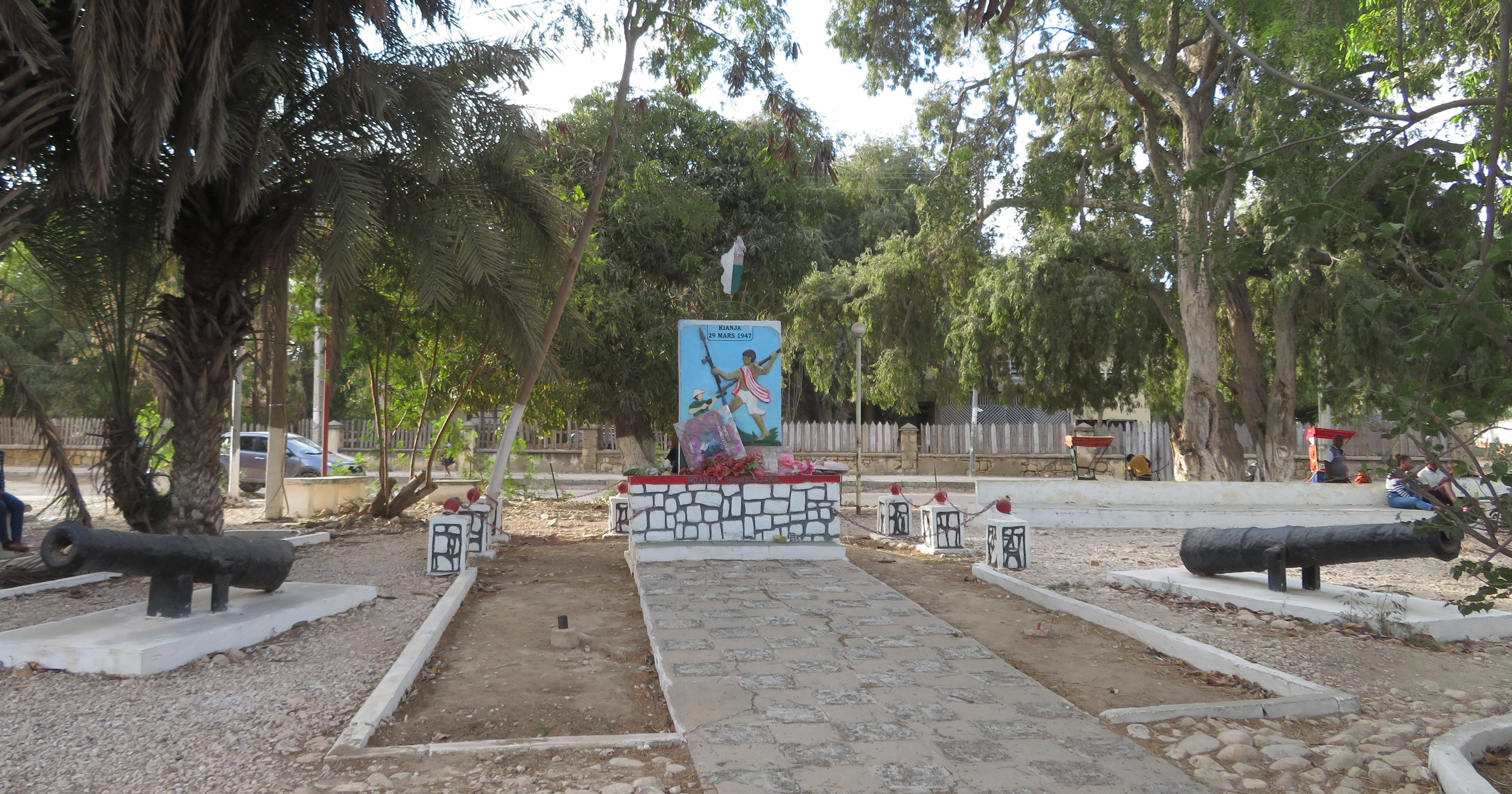
Denkmal in Toliara

Die madagassische Regierung organisiert seit 1967 jährlich eine offizielle Gedenkfeier für den Aufstand. In diesem Jahr hatte Präsident Tsiranana den 29. März erstmals zu einem Tag der Trauer erklärt. Heute wird er als Märtyrertag bezeichnet. Die jährlichen Gedenkfeiern unter der Administration Tsirananas brachten Täter von Kriegsverbrechen, ihre überlebenden Opfer, ehemalige nationalistische Guerillakämpfer und Familienangehörige von Getöteten zusammen und bezeichneten den Aufstand als tragischen Fehler. Ende der 1970er-Jahre wurden bei den Gedenkveranstaltungen unter der Regierung Ratsirakas verstärkt Stolz und Dankbarkeit für die nationalistischen Kämpfer betont, die sich für ihre Ideale geopfert und den Weg für spätere nationalistische Führer geebnet hätten. 2012 wurde durch Präsident Andry Rajoelina ein dem Aufstand gewidmetes Museum in Moramanga eröffnet. Die Stadt 100 Kilometer östlich von Antananarivo ist seit langem Standort des nationalen Denkmals für den Konflikt sowie eines Mausoleums am Ortseingang, in dem die Gebeine von geschätzt 2500 lokalen im Konflikt getöteten Nationalisten enthalten sind.
Der Madagaskar-Aufstand wurde in Büchern und Filmen verarbeitet. Der Film Tabataba (1988) von Regisseur Raymond Rajaonarivelo erzählt die Erfahrung des Aufstandes aus Sicht eines Jugendlichen und wurde bei den Filmfestspielen von Cannes und beim Festival von Karthago ausgezeichnet. Der Ausdruck tabataba bedeutet auf Malagasy „Lärm“ oder „Schwierigkeiten“ und ist ein verbreiteter Euphemismus für den Aufstand. Der Film Ilo Tsy Very von Regisseur Solo Randrasana beschreibt auch den Aufstand und wurde 2011 neu verfilmt, um Bezüge zur politische Krise in Madagaskar 2009 einzubringen. 1994 produzierten die Franzosen Danièle Rousselier und Corinne Godeau eine Dokumentation über den Aufstand mit dem Titel L’Insurrection de l’île rouge, Madagascar 1947. In zahlreichen Orten auf Madagaskar erinnern Denkmäler an den Aufstand, z. B. in Toliara, wo neben dem Denkmal in einer Grünanlage auch zwei französische Kanonen aufgestellt sind.

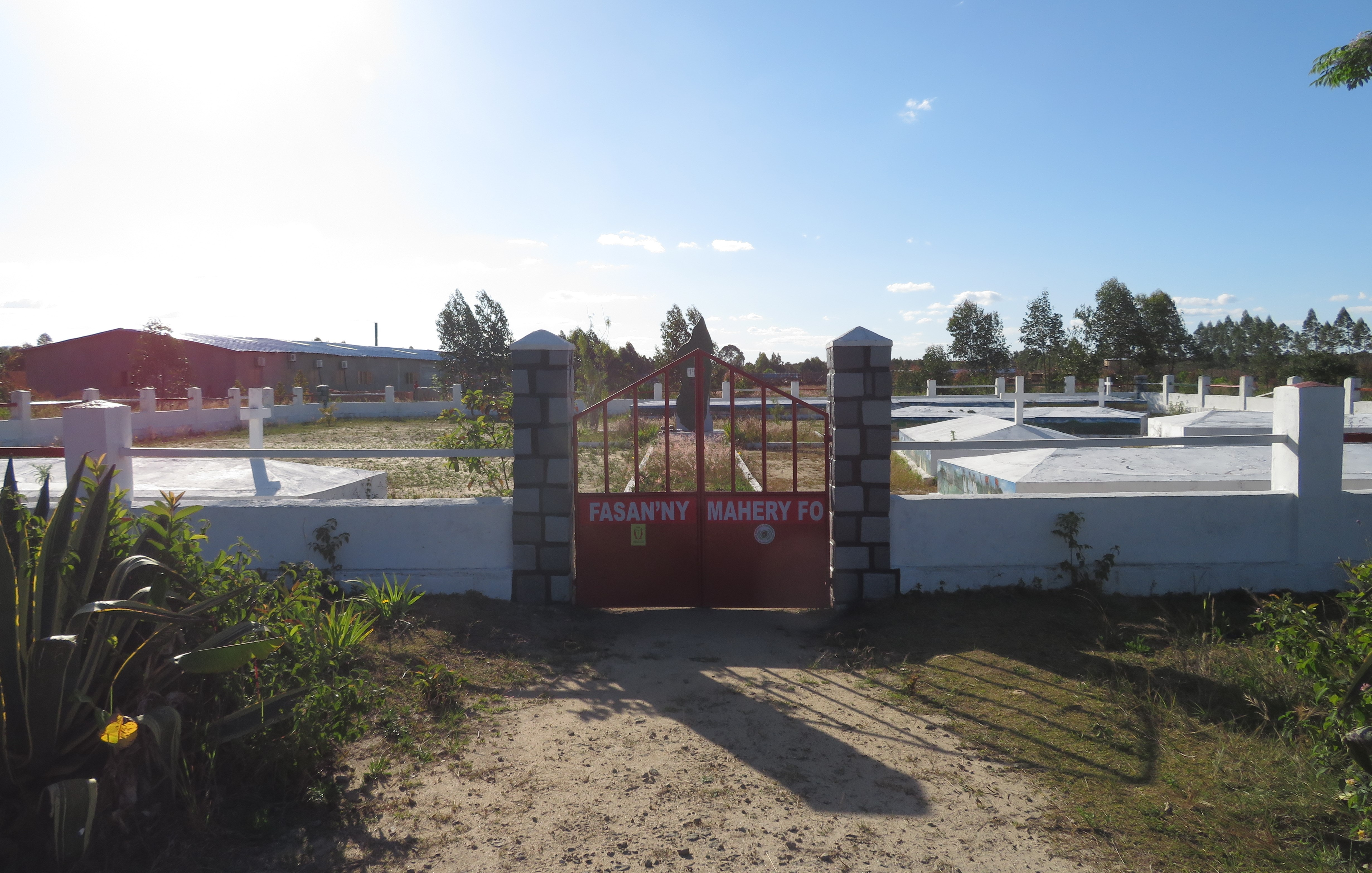
Gedenkstätte in Moramanga
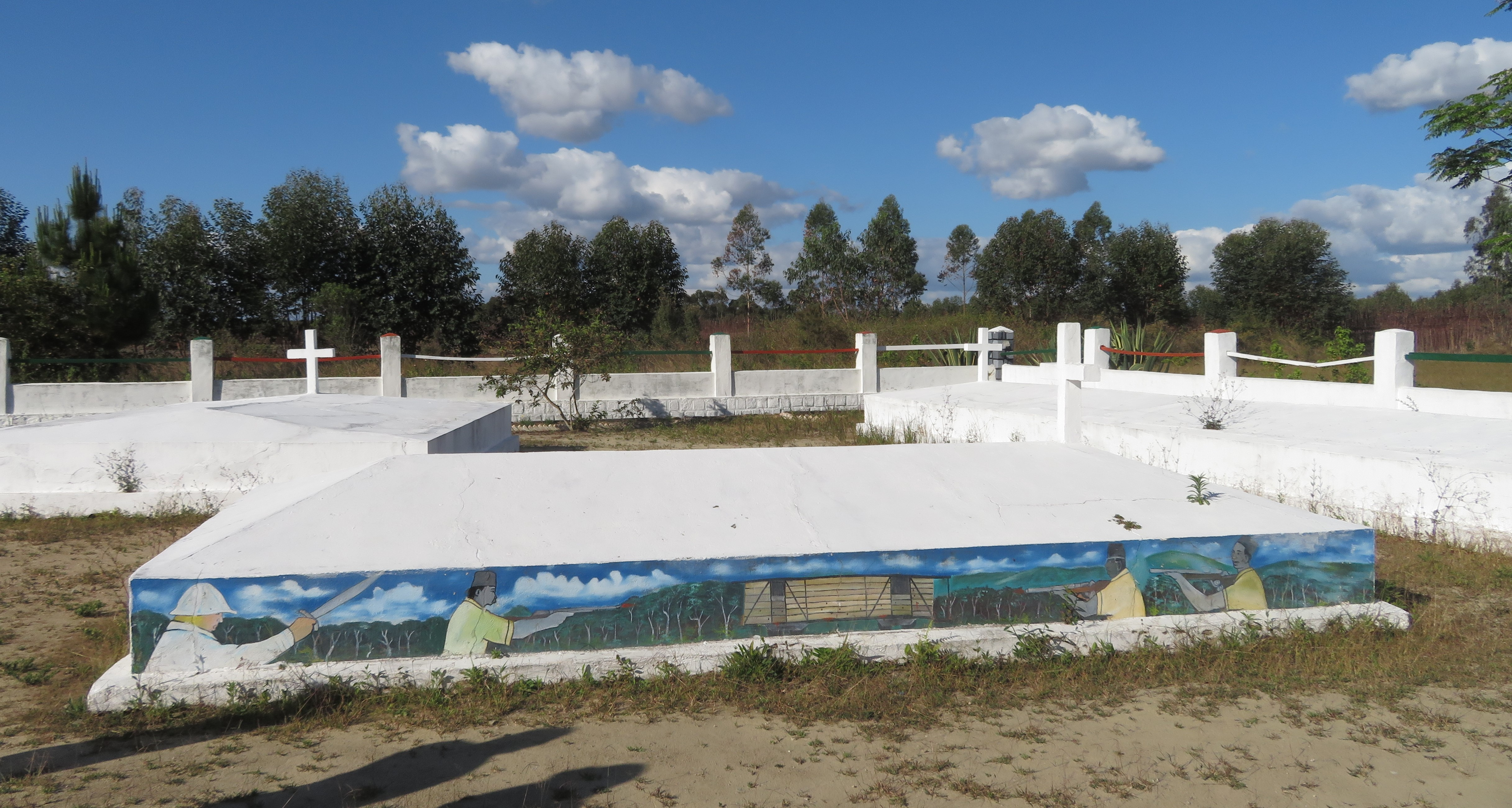
Massengrab
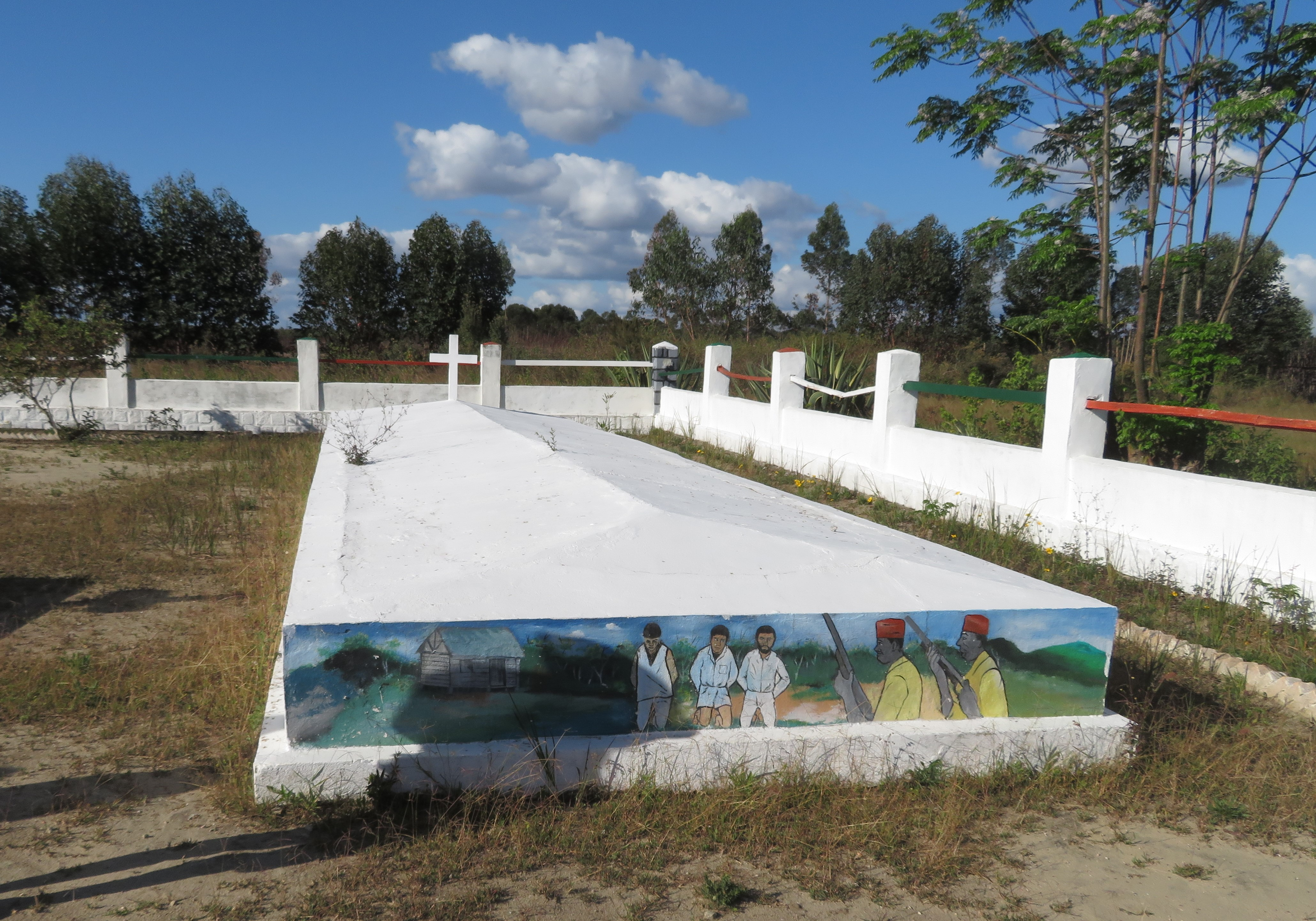
Massengrab